# Shobha
Shobha ist ein weiblicher Vorname.

## Herkunft und Bedeutung
Indien: Brillanz, auch schmuckes Aussehen, Pracht, Herrlichkeit, Schönheit, Schmuck, Anmut

## Verbreitung
Der Name ist besonders in Indien und Sri Lanka verbreitet. Im deutschsprachigen Raum wird der Name nur selten vergeben. In der Schweiz tragen ihn sechs Personen (Stand 2023). Seine Vergabe ist auch in Dänemark und Schottland nachgewiesen.

## Bekannte Namensträgerinnen
- Shobhaa De (* 1948), indische Autorin
- Shobha Gurtu (1925–2004), indische Sängerin
- Shobha Moorthy (* um 1945), indische Badmintonspielerin